# Usonia
Usonia ist ein Begriff, der von dem US-amerikanischen Architekten Frank Lloyd Wright in Hinsicht auf seine Vision für die Landschaft der USA geprägt wurde und der sowohl die amerikanische Städteplanung als auch die Architektur beeinflusste.

## Merkmale

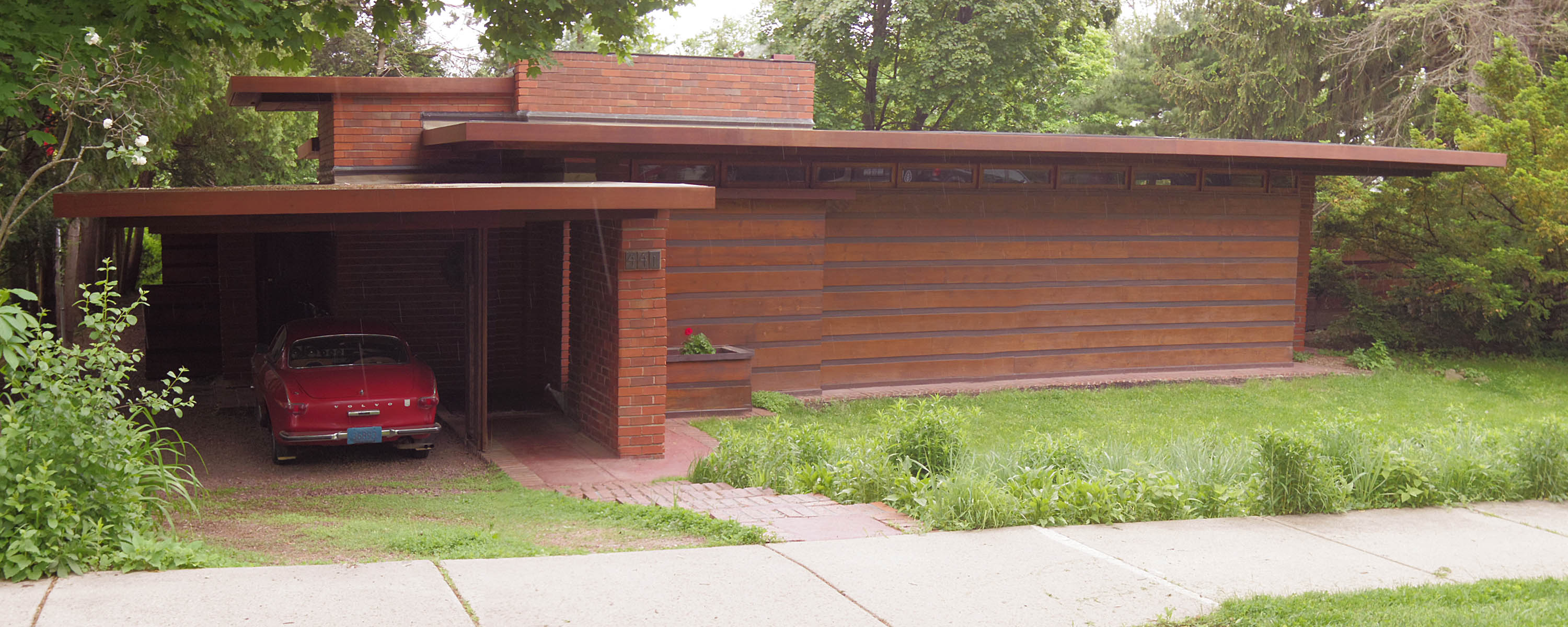
Jacobs House, Straßenseite (1937)

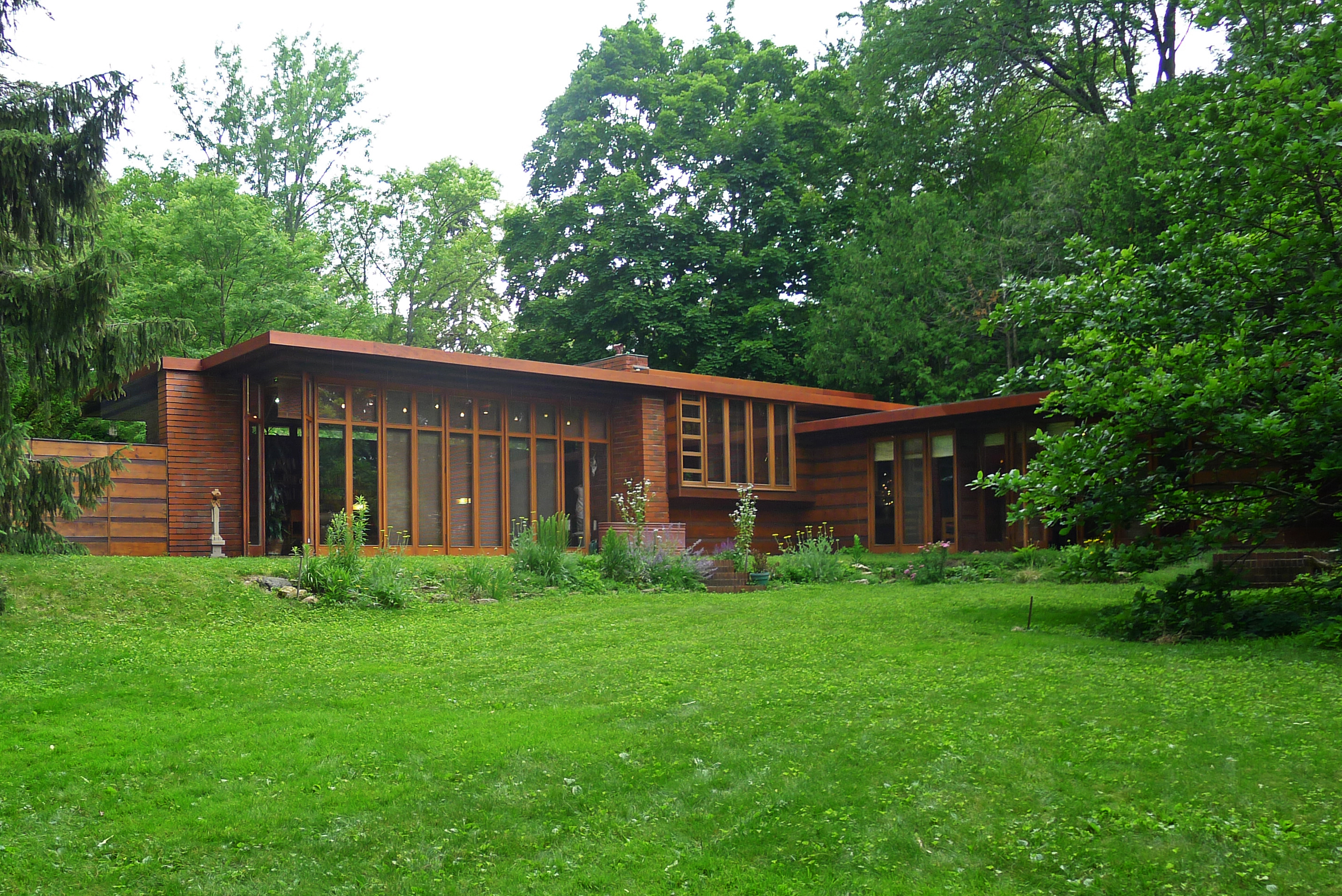
Jacobs House, Gartenseite (1937)

Der Begriff Usonia bezieht sich auch auf etwa 50 Mittelschichtshäuser, die Frank Lloyd Wright ab 1936 mit der Firma Jacobs House errichten ließ.  
Diese Häuser waren oft zur Straßenseite bis auf Oberlichter geschlossen und zur Gartenseite geöffnet. Es waren meist kleinere, eingeschossige Häuser ohne Garagen oder großen Lagerraum, die Wright nach dem Ende der Weltwirtschaftskrise errichten ließ. Er prägte das Wort Carport.  
Als das erste Usonian gilt das Herbert and Katherine Jacobs First House in Madison, Wisconsin (1937). Wright entwarf Usonians dann bis zum Ende seines Lebens. 
Viele Usonia-Häuser hatten eine L-Form, die auf zwei Seiten eine Gartenterrasse umgab. Andere hatten einen I-Grundriss. Mit Rücksicht auf die Umwelt hatten sie überhängende Dächer für die Solarheizung und natürliche Kühlung.
Die 1938 bis 1940 für Theodore Baird, einen Englischprofessor des Amherst College, erbaute Theodore Baird Residence in Amherst (Massachusetts), zeichnet sich äußerlich durch eine Backsteinfassade und Flachdach aus; innen ist das Heizsystem beachtenswert, bei dem Heißwasserrohre die Wärme durch einen Betonboden transportieren.

## Idee

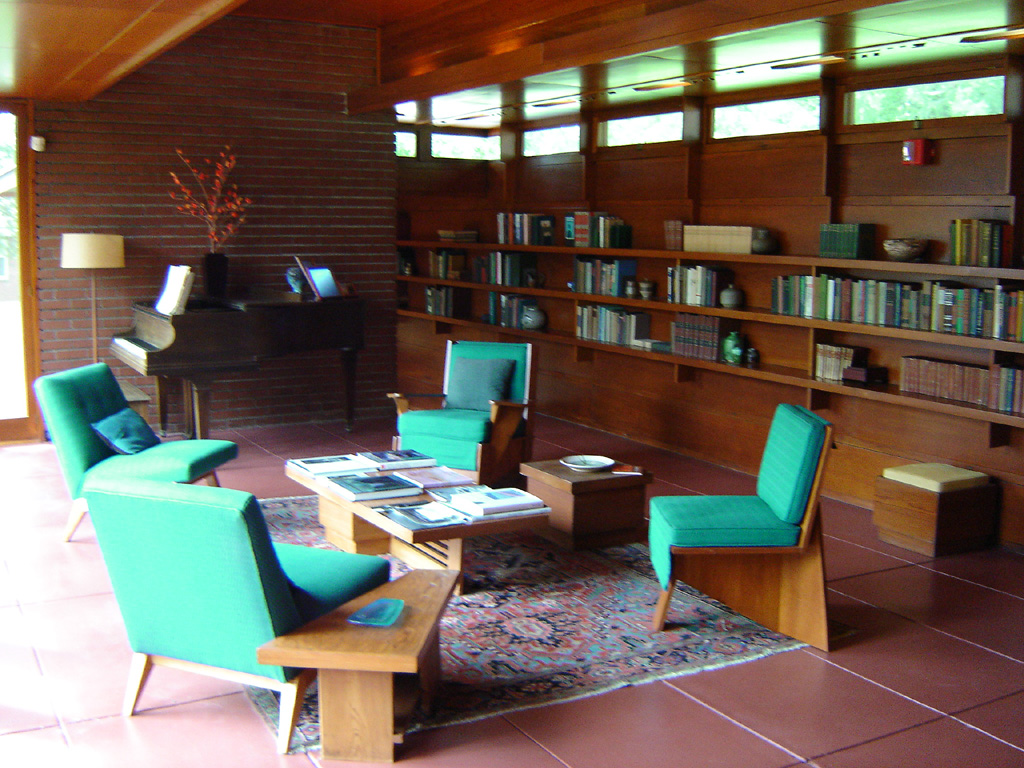
Im Rosenbaum House

Usonia war Wrights persönliches Synonym für Amerika. So nennt er auch sein visionäres Amerika. Es besteht aus einer von ihm erdachten neuen urbanen Form: Broadacre City (Weite Stadt). Nur hier genössen die Menschen „wahre Individualität“ (und nicht „robuste Individualität“ = Egoismus) in einer echten ganzheitlichen Demokratie. Kennzeichnend für diese Vision sind die Werte der Unabhängigkeitserklärung. Da alle potentiellen Führer (Politiker, Philosophen, Künstler …) versagt hätten, wird Usonien von einem Architekten geleitet. Die Regierung nimmt nur noch Verwaltungsaufgaben wahr. Usonia ist radikal föderal, gegen jede zentralisierende Machtballung gekehrt.

Das wahre Zentrum (die einzige zulässige Zentralisierung) in der usonischen Demokratie ist der einzelne in seinem wahrhaft usonischen Familienheim.

## Usonia-Häuser (Auswahl)
- Arthur Pieper residence, Paradise Valley, Arizona
- Jacobs House, Madison, Wisconsin
- Rosenbaum House, Florence, Alabama
- Pope-Leighey House, Alexandria, Virginia
- Weltzheimer/Johnson House, Oberlin, Ohio
- Dorothy H. Turkel House, Detroit, Michigan
- I. N. Hagan House, Kentuck Knob, Pennsylvania
- Alsop House und Lamberson House, Oskaloosa, Iowa
- Frieda and Henry J. Neils House, Minneapolis, Minnesota
- Benjamin Adam House, Phoenix, Arizona
- Louis Penfield House (1955), Willoughby Hills, Ohio

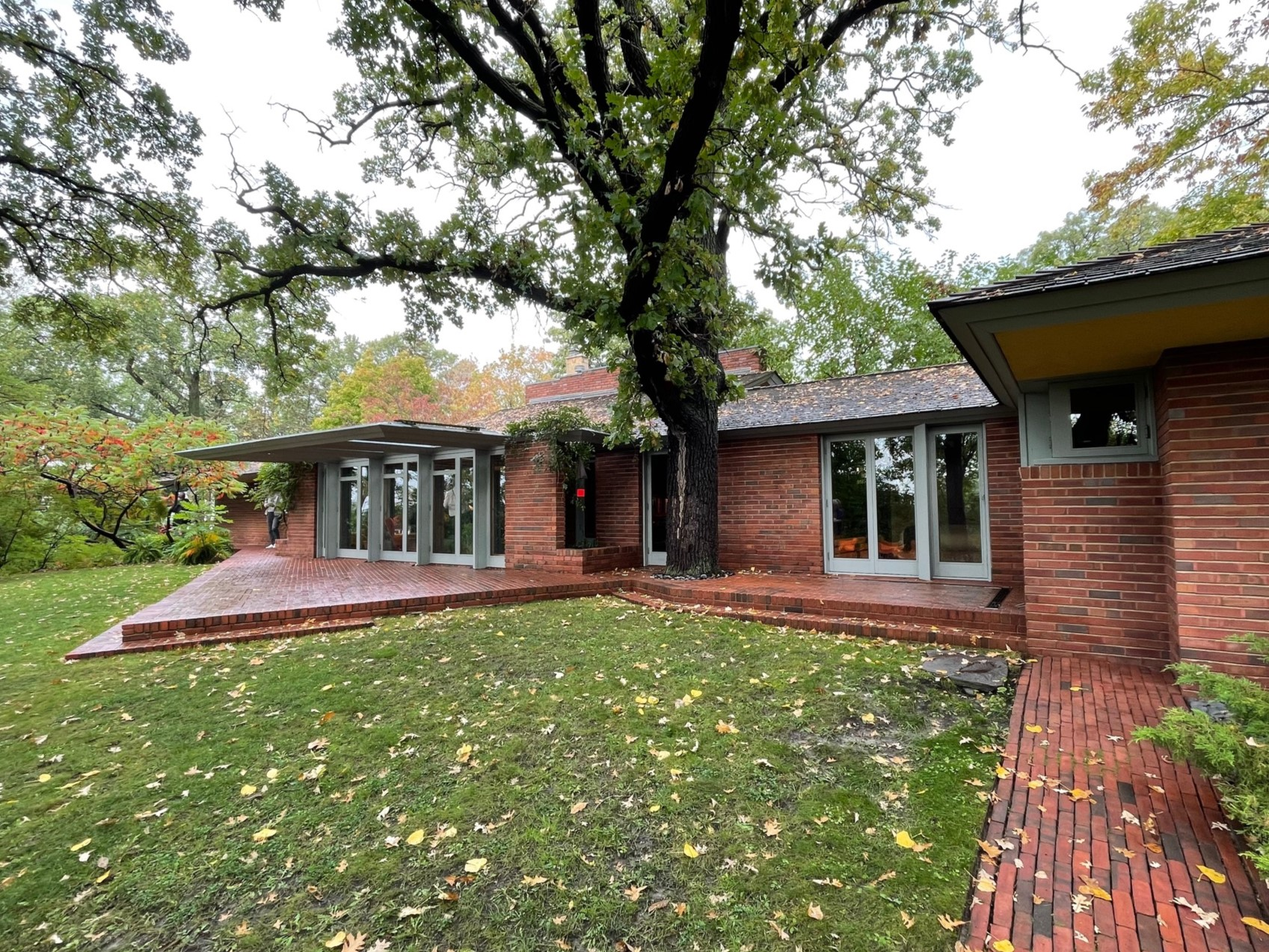
Willey House
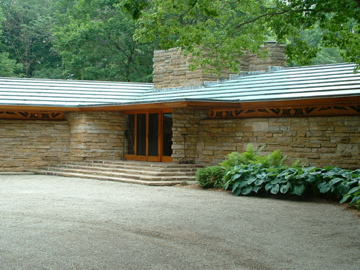
I. N. Hagan House
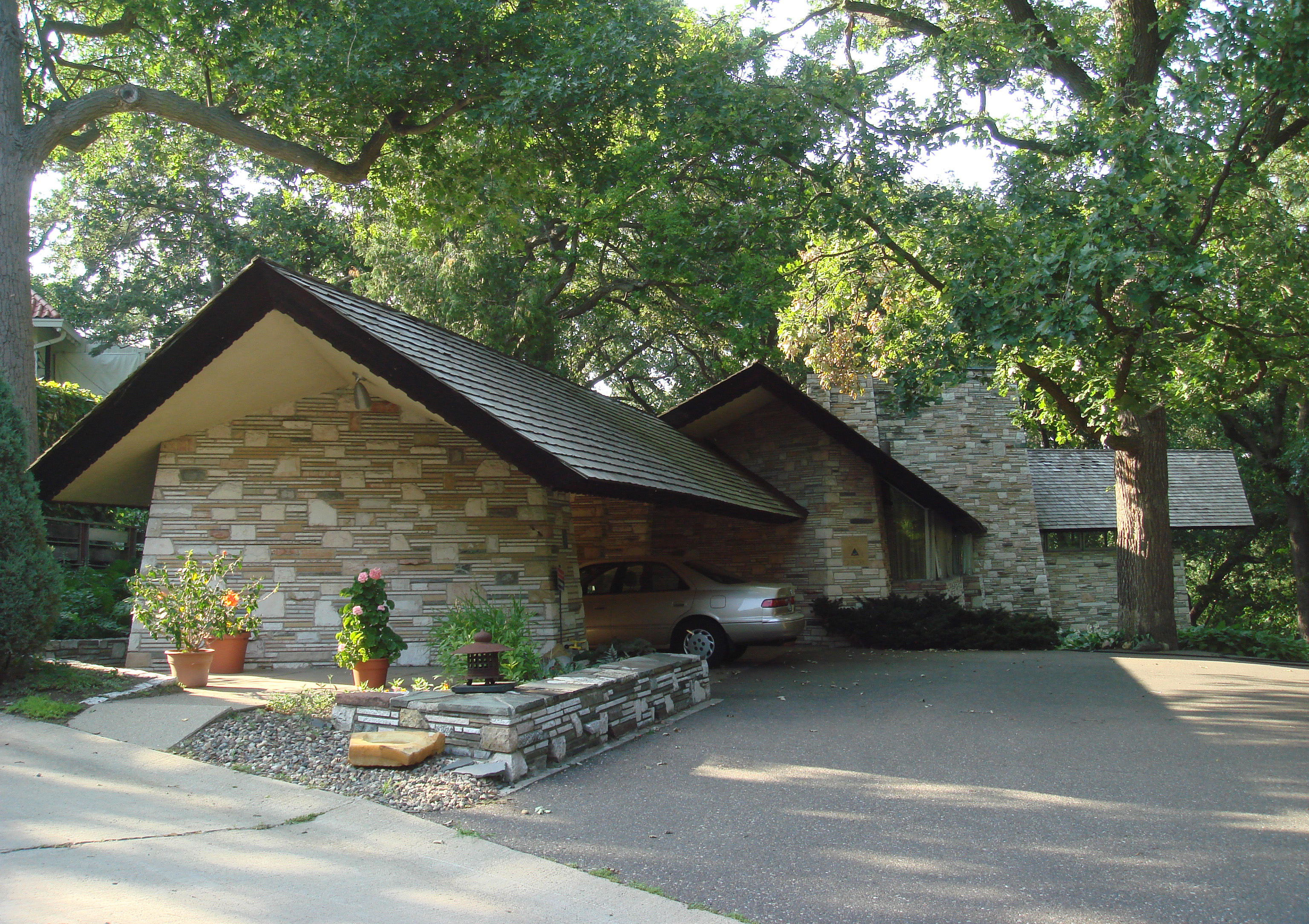
Frieda and Henry J. Neils House
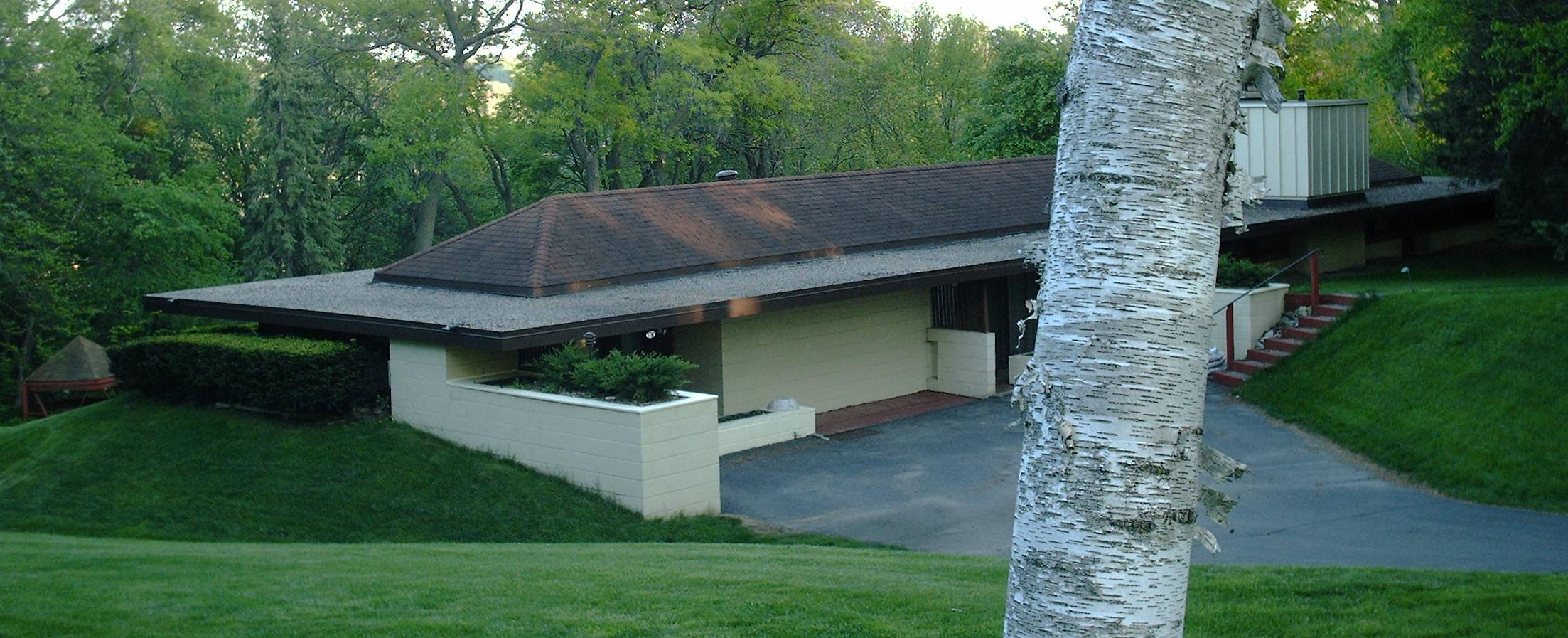
Thomas Keys House
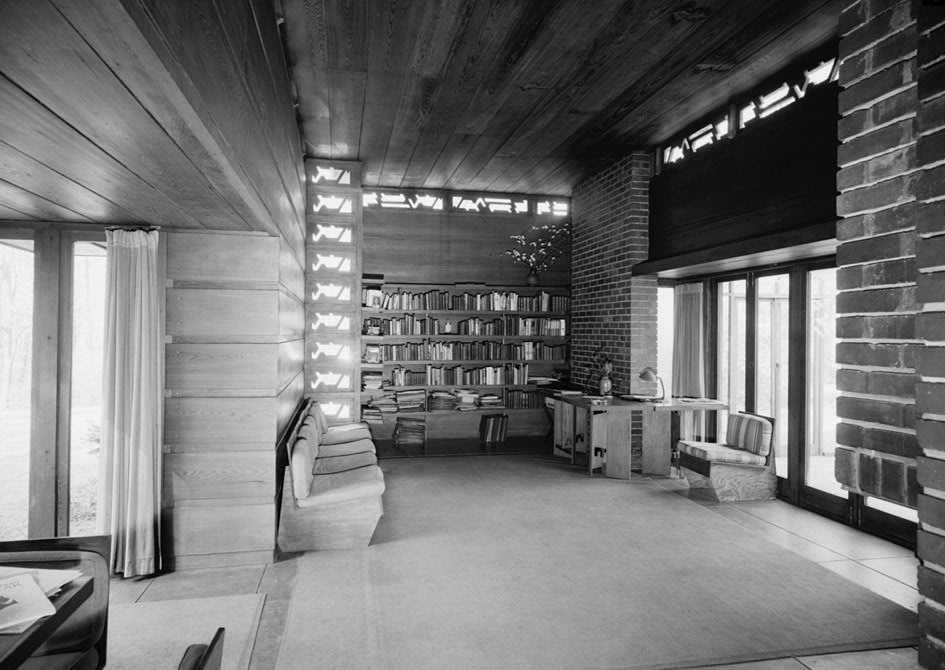
Pope-Leighey House
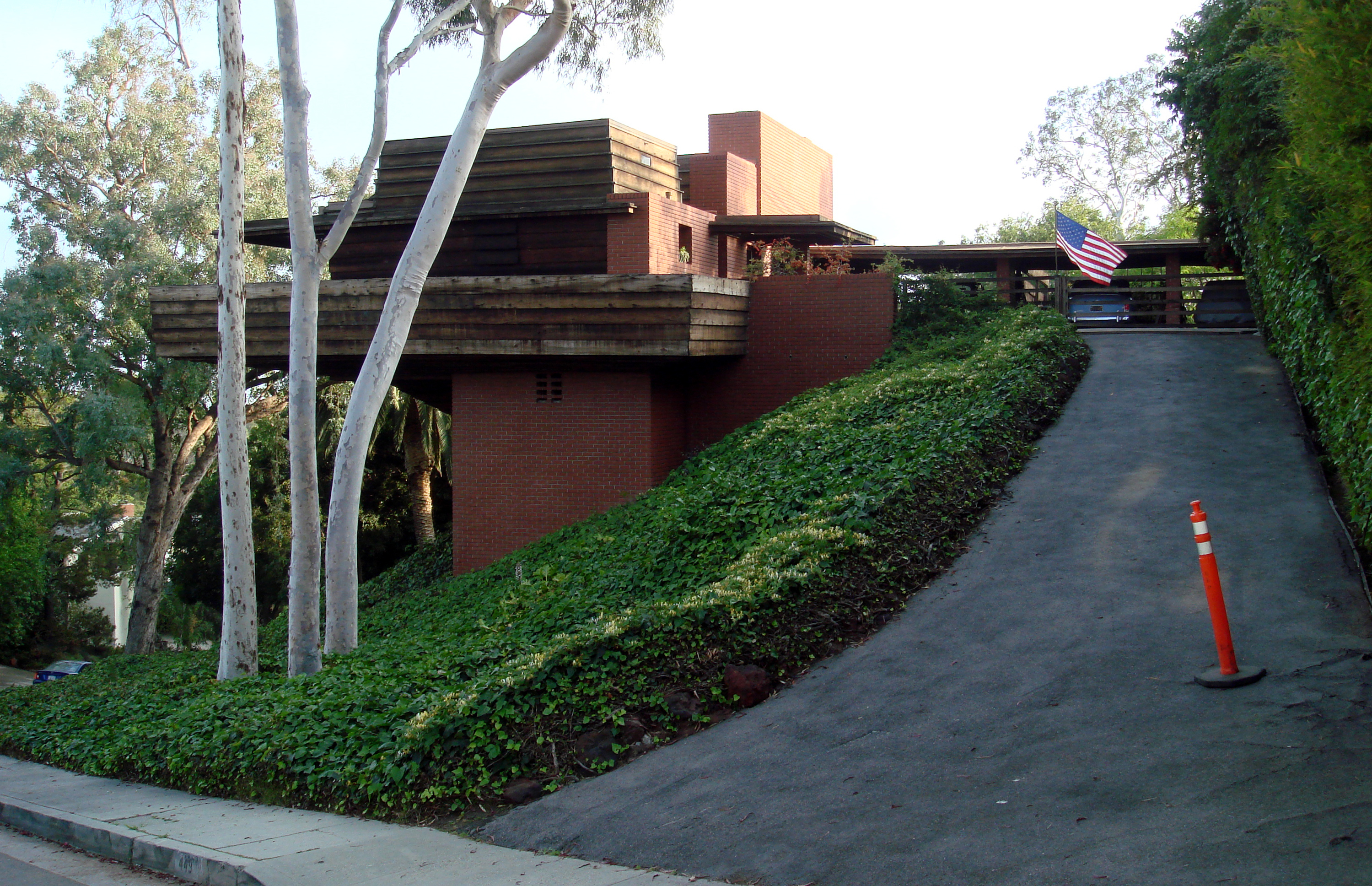
Sturges House